# X.Org Foundation

Officiell logo för X.Org Foundation

X.Org Foundation är stiftelse som definierar protokollet för X Window System. Organisationen hette tidigare X Consortium men tog sitt nuvarande namn 22 januari 2004. X.Org tillhandahåller en öppen källkodsbaserad version av X11 kallad X.Org Server som ligger under freedesktop.org.
Stiftelsen har sitt säte i Delaware LLC med vetenskaplig välgörenhet som icke vinstinriktad målsättning. Styrelsen bestod 2005 av Stuart Anderson (Gruppen för fria standarder), Egbert Eich (SUSE/Novell), Jim Gettys (HP), Stuart Kreitman (Sun Microsystems), Kevin Martin (Red Hat), Jim McQuillan (Linux Terminal Server Project) och Leon Shiman (Shiman Associates samt det gamla X.Org)